# Santa Maria del Riposo
Santa Maria del Riposo, även benämnd Madonna del Riposo, är en kyrkobyggnad i Rom, helgad åt Jungfru Maria. Kyrkan är belägen vid Via Aurelia i quartiere Aurelio och tillhör församlingen San Pio V.
Riposo (italienska ”vila”) syftar på målningen Santa Maria del Riposo. När denna kyrka uppfördes på 1500-talet, utgjordes området av landsbygd och kyrkan var en välkommen viloplats för pilgrimer. Riposo kan även syfta på den eviga vilan. Ovanför myntinkastet i kyrkans allmosebössa står det bland annat CHI BEN VIVE BEN MVORE, ”den som lever väl dör väl”.

## Historia
Kyrkan uppfördes år 1561 under påve Pius IV:s pontifikat (1559–1565). Under dennes efterträdare, Pius V (1566–1572), företogs en restaurering och tillbyggnad av kyrkan. Pius V lät även uppföra en liten bostad, casale, bakom kyrkan, men denna revs år 1958; endast portalen återstår.
Interiören har ett tunnvalv och målade doriska pilastrar. Altaret har en 1500-talsfresk som framställer Jungfru Maria och Jesusbarnet, benämnd Madonna del Riposo. I absidens halvkupol kan man beskåda fresken Jungfru Marie kröning.

## Bilder
| - Santa Maria del Riposo vid Via della Madonna del Riposo. Till vänster ses den portal som återstår av Pius V:s casale. |